# Lindsay Casinelli
Lindsay Casinelli (sinh ngày 3 tháng 9 năm 1985) là một nhà báo người Venezuela. Casinelli hiện đang là người dẫn chương trình thể thao hàng tuần República Deportiva và đồng dẫn chương trình các chương trình buổi tối của Contacto Deportivo trên Univision.

## Những năm đầu
Casinelli sinh ra ở Venezuela năm 1985. Trong một cuộc phỏng vấn, Casinelli tiết lộ cô 16 tuổi khi tốt nghiệp trung học ở Venezuela. Vào năm 2001, Casinelli chuyển đến Hoa Kỳ nơi cô theo học Đại học bang California, nơi cô tốt nghiệp với bằng cử nhân về Báo chí Phát thanh.

## Sự nghiệp
Casinelli bắt đầu sự nghiệp với tư cách là người dẫn chương trình truyền hình hàng tuần của Los Angeles Angels "Angels in Action". Năm 2008, Casinelli là người dẫn chương trình cho tạp chí hàng tuần Los Angeles Lakers của NBA "El Show de Los Lakers", trong đó cô trở thành mỏ neo thể thao nữ đầu tiên cho kênh Univision địa phương KMEX. Năm 2009, cô được thuê làm phóng viên thời sự ở thành phố New York. Năm 2010, Casinelli được thuê bởi ESPN trong đó cô làm việc như một phóng viên bên lề sau đó là host của chương trình “Viernes de Combates.”  Casinelli cũng là một người chiến thắng giải thưởng Emmy cho báo chí của mình. Cô cũng tham gia Univision với tư cách là một vận động viên thể thao. Vào tháng 8 năm 2014, Casinelli đã giúp nâng cao nhận thức về căn bệnh ALS bằng cách tham gia Thử thách Ice Xô.